# Narathura cleander
Narathura cleander är en fjärilsart som beskrevs av Felder 1860. Narathura cleander ingår i släktet Narathura och familjen juvelvingar. Inga underarter finns listade i Catalogue of Life.